# Straka obecná
Straka obecná (Pica pica) je krkavcovitý pěvec velikosti hrdličky, s výrazným černobílým zbarvením a dlouhým stupňovitým ocasem. Má poměrně krátká a široká křídla a její let je ve srovnání s jinými krkavcovitými těžkopádný.

## Taxonomie
Straka obecná se ve 13 poddruzích vyskytuje v Eurasii, severní Africe a severní Americe:
- P. p. asirensis
- P. p. bactriana
- P. p. bottanensis
- P. p. camtschatica
- P. p. fennorum
- P. p. galliae
- P. p. hemileucoptera
- P. p. hudsonia
- P. p. leucoptera
- P. p. mauritanica
- P. p. melanotos
- P. p. pica
- P. p. sericea

Ve střední Evropě je rozšířena straka obecná středoevropská (Pica pica pica), která se vyskytuje od Velké Británie až po Ukrajinu a Turecko.

## Popis
- Délka těla: 40–51 cm
- Rozpětí křídel: 52–62 cm
- Hmotnost: 150–270 g

Samec bývá větší než samice (váží v průměru okolo 230 g, samice okolo 200 g)., jinak se u strak pohlaví neliší vzhledem. Na ocas připadá 20–30 cm z délky těla. Typické jsou zřetelně oddělené černé a bílé plochy. Černá je hlava, horní část hřbetu, krk, vole, ocas, valná většina křídla. Bílá jsou prsa a břicho, lopatky, dolní část hřbetu, kostřec a vnitřní prapory ručních letek. Černé části křídel a rýdovací pera nejsou matně černá. Jak je vidět na jedincích v letu a ve slunečním svitu, ocas se leskne do zelena a křídla do modra. Mláďata nemají kovový lesk v černém peří a mají širší černý okraj bílých částí ručních letek.

## Hlas
Hlasový projev straky je nápadný a charakteristický. Zpravidla během celého roku lze slyšet nápadné hlasité „kšak-kšak“ nebo drsnější „kšrak“. Zpěv na jaře je hlasité štěbetání se skřehotavými zvuky.

## Rozšíření

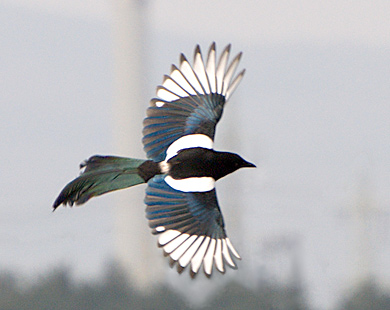
Straka obecná v letu

Straka obecná žije v celé Evropě s výjimkou Islandu, severní Africe, na většině území Asie a odtud pronikla i na západ severní Ameriky. Její výskyt je omezen hlavně vhodnými hnízdišti, ale je ochotna hnízdit například v lidských sídlech a v tundře i na zemi. Na většině území se jedná o stálý druh. Ve druhé polovině 20. století její stavy stoupaly, což je mimo jiné způsobeno tím, že se naučila žít v blízkosti člověka.

## Výskyt v Česku
V České republice je rozšířena téměř na celém území, méně se vyskytuje v horských oblastech (i když bylo zaznamenáno i hnízdění na Mísečkách a ojediněle lze straku potkat i ve vyšších polohách). Nemá ráda souvislé zemědělské plochy bez stromů ani naopak příliš rozsáhlé lesní porosty. Vyhovuje jí rozmanitá „parková“ krajina a blízkost lidských sídlišť. V období 2001–2003 byla početnost strak na českém území odhadována na 50 000–100 000 párů.

## Hnízdění
Straky staví poměrně bytelné „nepořádné“ hnízdo většinou vysoko v korunách stromů i v klidných ulicích měst. Základním materiálem jsou suché větve pokryté hlínou a drnem. Hnízdní kotlinku vystýlá kořínky, stébly a chlupy. Hnízdo je shora kryto jakousi stříškou z větviček. Tato stříška má chránit hlavně před případnými útočníky. První vajíčka se v hnízdech mohou objevovat již v průběhu března. Ve snůšce bývá 5–8 vajec, výjimečně i více. Vajíčka jsou olivově skvrnitá, mnohdy i s tmavší čepičkou. Na vejcích sedí 17–18 dní většinou jen samice a pak jsou mláďata ještě dalších 22–27 dní krmena oběma rodiči na hnízdě. Po opuštění hnízda zůstávají mladí s rodiči až do příštího jara.
Většina párů nevyužije staré hnízdo. Díky tomu, že hnízda strak jsou bytelná a trvalá, používají opuštěná stračí hnízda mnozí další ptáci (například poštolky nebo kalousi, kteří si sami hnízdo postavit neumějí).

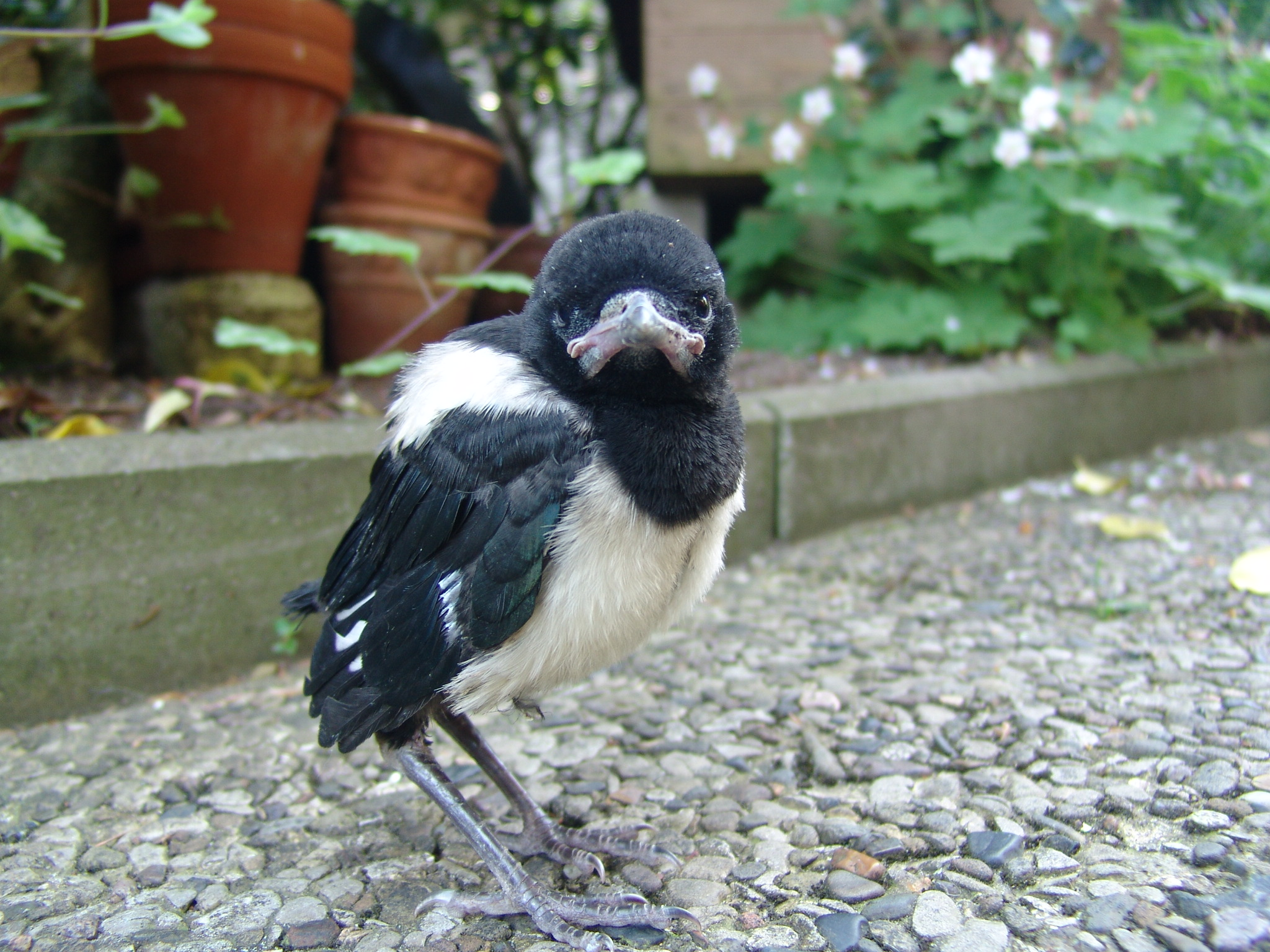
Mládě straky
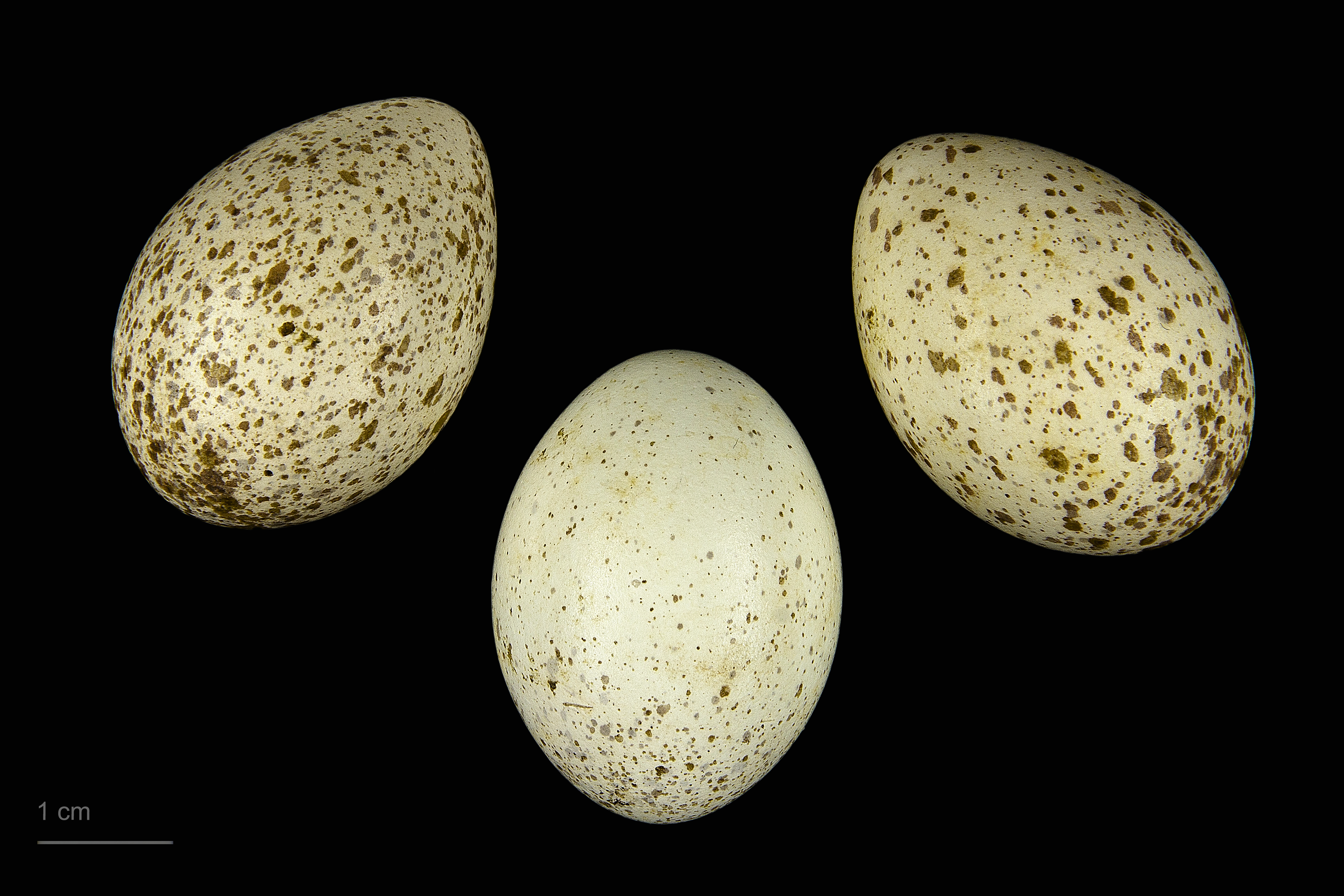
Vejce straky obecné středoevropské (Pica pica pica)

## Potrava
Straky mají velmi rozmanitý jídelníček. V podstatě jsou schopny živit se čímkoliv včetně odpadků. V přírodě se živí převážně různým hmyzem, měkkýši, drobnými savci (hraboši), plazy (ještěrkami, slepýši), ptačími vejci či mláďaty nebo většími mršinami, ale i rostlinnou stravou, převážně semeny a různými plody. Při sběru potravy se často procházejí po zemi, ale sbírají potravu i na stromech a podobně. Straka vybírá z hnízd vejce a mláďata pěvců např. kosů, pěnkav, sýkor, drozdů nebo pěnic, což je důvod, proč bývá některými lidmi označována za škodnou. Není oblíbena také pro svou pověst ptáka-zloděje (kvůli její údajné zálibě v lesklých předmětech), nebo snad i pro svůj nelibozvučný hlas. Není jisté, do jaké míry dokáže ovlivňovat populace menších ptáků.

## Inteligence
Straka obecná se vyznačuje vysokou inteligencí. Celkový poměr mozku krkavcovitých k tělu je podobný jako u lidoopů nebo kytovců. Straky byly pozorovány u složitých sociálních rituálů, možná včetně vyjádření zármutku a úspěšně prošly zrcadlovým testem sebeuvědomění, což z ní dělá jeden z mála druhů, které vlastní tuto schopnost. U krkavcovitých se vyvinuly složité kognitivní dovednosti, jako výroba a použití nástrojů, epizodická paměť a schopnost používat vlastní zkušenost v předpovídání chování. Kognitivní schopnosti straky obecné jsou považovány za důkaz, že se inteligence vyvinula nezávisle u krkavcovitých i primátů.

## Lov strak jako škodné
Straka je tradičně v Evropě lovena jako škodná, protože údajně způsobuje škody na chovech hospodářských zvířat nebo populacím malých zpěvných ptáků a drobné lovné zvěře. Vědecké studie však toto nepotvrzují.
Podle přílohy II části B stávající směrnice EU o ptácích 2009/147/EG ze 30. listopadu 2009 je lov strak zakázán pouze v několika zemích EU. V Evropě bylo podle údajů organizace Committee Against Bird Slaughter v roce 2018 usmrceno 980 630 strak.